# Годега-ді-Сант'Урбано

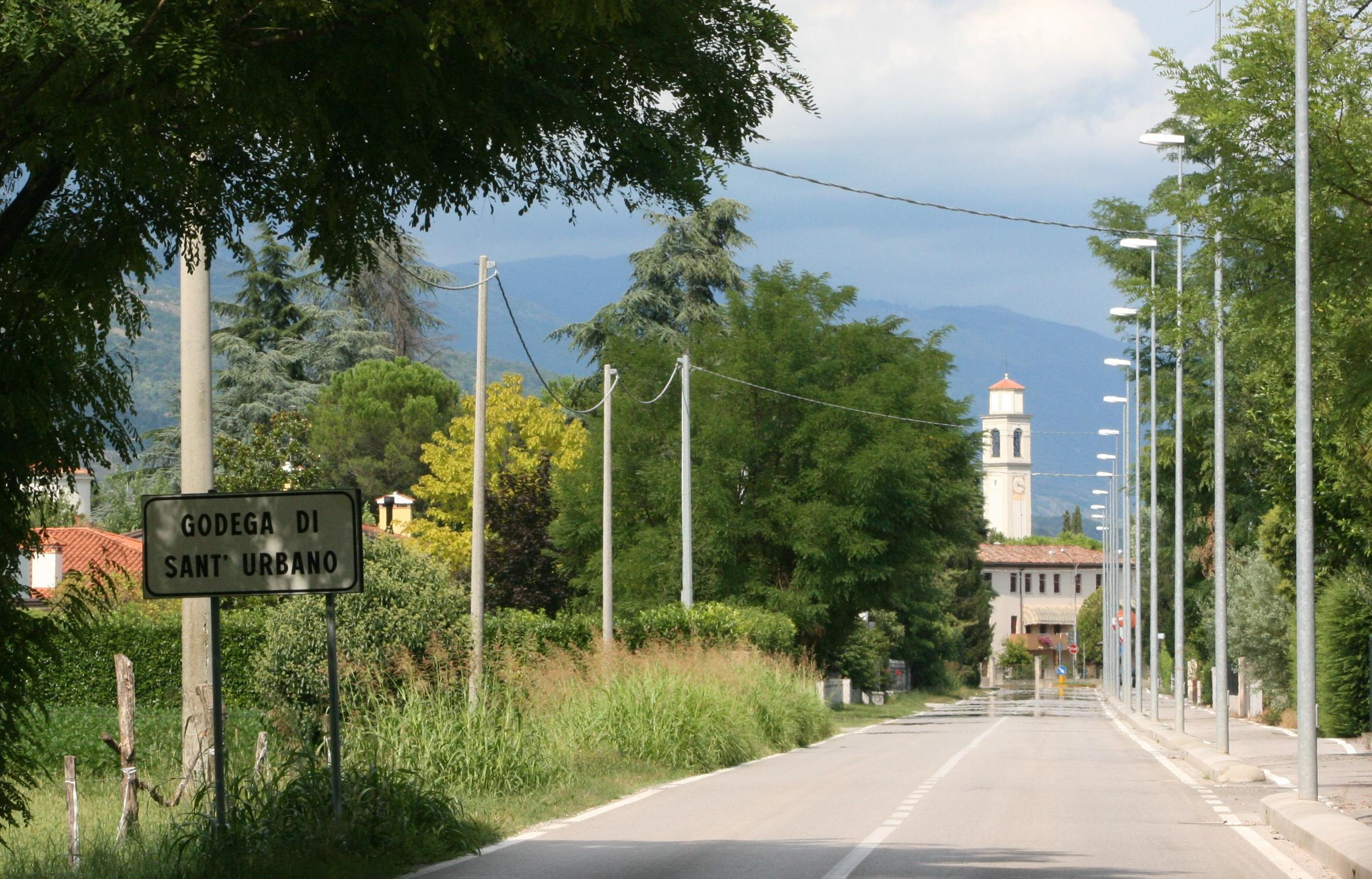

Годега-ді-Сант'Урбано (італ. Godega di Sant'Urbano, вен. Godega di Sant'Urbano) — муніципалітет в Італії, у регіоні Венето, провінція Тревізо.
Годега-ді-Сант'Урбано розташована на відстані близько 450 км на північ від Рима, 60 км на північ від Венеції, 32 км на північ від Тревізо.
Населення — 6054 особи (2014).

## Демографія
Населення за роками:

Станом на 1 січня 2023 року в муніципалітеті офіційно проживали 642 іноземці з 49 країн, серед них 144 громадяни країн Євросоюзу та 34 громадяни України.

## Сусідні муніципалітети
- Кодоньє
- Колле-Умберто
- Кордіньяно
- Гаярине
- Орсаго
- Сан-Фйор